# Široke Njive
Široke Njive (en serbe cyrillique : Широке Њиве) est un village de Serbie situé dans la municipalité de Prokuplje, district de Toplica. Au recensement de 2011, il comptait 24 habitants.

## Démographie
| 1948 | 1953 | 1961 | 1971 | 1981 | 1991 | 2002 | 2011 |
| ---- | ---- | ---- | ---- | ---- | ---- | ---- | ---- |
| 298  | 294  | 244  | 164  | 136  | 98   | 48   | 24   |

|  |